# Diane Larsen-Freeman
Diane Larsen-Freeman (24 februari 
1946) is een Amerikaanse taalkundige. Ze is emeritus hoogleraar in het onderwijs en in de taalkunde aan de Universiteit van Michigan in Ann Arbor, Michigan. Als toegepast taalkundige, bekend van haar werk in tweede taalverwerving, Engels als tweede of vreemde taal, taalonderwijsmethoden, lerarenopleiding en Engelse grammatica, staat ze in het bijzonder bekend om haar werk aan de complexe dynamische systeembenadering van de ontwikkeling van de tweede taal.

## Carrière
Larsen-Freeman begon haar carrière als vrijwilliger bij het Peace Corps en gaf van 1967 tot 1969 les in het Engels in Sabah, Maleisië. Dit was een ervaring die, zo stelt zij zelf, haar fascinatie voor taalverwerving aanwakkerde. Ze studeerde af aan de Universiteit van Michigan en promoveerde in 1975 in de taalkunde.
Larsen-Freeman was verbonden aan de faculteit van de Universiteit van Californië, Los Angeles en vervolgens het SIT Graduate Institute. In 2002 keerde ze terug naar de Universiteit van Michigan om het English Language Institute te leiden; ze werd ook benoemd tot professor aan de School of Education en het Department of Linguistics. Ze trok zich in 2012 terug aan de Universiteit van Michigan en bekleedt emerita-functies aan het English Language Institute en in Education and Linguistics aan de University of Michigan, en aan het SIT Graduate Institute. Ze blijft actief in haar vakgebied en geeft cursussen over de structuur van de Engelse en tweede taalontwikkeling als gastbezoeker aan de University of Pennsylvania Graduate School of Education.
Larsen-Freeman richt zich in haar onderzoek op het proces van tweede taalverwerving. Ze onderzoekt ook de Engelse grammatica, die ze niet alleen als een reeks structurele patronen beschouwt, maar ook als een belangrijke bron voor het maken van betekenis en voor het aanpassen van taal aan de communicatieve context. Ze heeft ontdekt dat de complexiteitstheorie nieuwe inzichten biedt in taal, en in de verwerving en het gebruik ervan. Ze ziet alle drie als complexe, niet-lineaire, dynamische processen. Zo'n perspectief heeft bijgedragen aan haar dynamische taalperspectief, dat ze heeft toegepast op het onderwijzen van grammatica, of 'grammaticeren' zoals ze het noemt. De dynamische benadering van de ontwikkeling van de tweede taal erkent ook de individuele paden die studenten naar het succes van de tweede taal uitstippelen en beschouwt het onderwijs als fundamenteel een proces van leren beheren.
Larsen-Freeman was ook vijf jaar redacteur van het tijdschrift Language Learning.
In 1997 schreef ze in Applied Linguistics een baanbrekend artikel waarin ze de toepassing van complexe dynamische systeemtheorie voorstelde om tweede taalverwerving te bestuderen. Een papieren boek ter ere van haar, Complexity Theory and Language Development, werd in 2017 gepubliceerd.

### Boeken
- Larsen-Freeman, D. (Editor) (1980). Discourse Analysis in Second Language Research. Newbury House. ISBN 978-0883771631
- Celce-Murcia, M., & Larsen-Freeman, D. (1983). The Grammar Book: An ESL/EFL Teacher's Course. Newbury House. ISBN 978-0883772904
- Larsen-Freeman, D. (1986). Techniques and Principles in Language Teaching. Oxford University Press. ISBN 978-0194341332
- Larsen-Freeman, D., & Long, M.H. (1991). An Introduction to Second Language Acquisition Research. ISBN 978-0582553774
- Celce-Murcia, M., & Larsen-Freeman, D. (1999). The Grammar Book: An ESL/EFL Teacher’s Course (2nd edition). Heinle & Heinle. ISBN 978-0838447253
- Larsen-Freeman, D. (2000). Techniques and Principles in Language Teaching (2nd edition). Oxford University Press. ISBN 978-0194355742
- Larsen-Freeman, D. (Series Director) (2002). Olympic English. Mc-Graw Hill.
- Larsen-Freeman, D. (2003). Teaching Language: From Grammar to Grammaring. Heinle Cengage. ISBN 978-0838466759
- Larsen-Freeman, D., & Cameron, L. (2008). Complex Systems and Applied Linguistics. Oxford University Press. ISBN 978-0194422444
- Larsen-Freeman, D. (Series Director) (2008). Grammar Dimensions: Form, Meaning, and Use (Revised edition). National Geographic Learning.
- Ellis, N.C., & Larsen-Freeman, D. (Editors) (2009). Language as a Complex Adaptive System. Wiley-Blackwell. ISBN 978-1444334005
- Larsen-Freeman, D., & Anderson, M. (2011). Techniques and Principles in Language Teaching (3rd edition). Oxford University Press. ISBN 978-0194423601
- Larsen-Freeman, D., & Celce-Murcia, M. (2015). The Grammar Book: Form, Meaning and Use for English Language Teachers (3rd edition). National Geographic Learning/Cengage Publishing Company. ISBN 978-1111351861

### Hoofdstukken
- Larsen-Freeman, D. (2011). Key concepts in language learning and language education. In J. Simpson (Ed.), Routledge Handbook of Applied Linguistics.
- Larsen-Freeman, D. (2011). A complexity theory approach to second language development/acquisition. In D. Atkinson (Ed.), Alternative Approaches to Second Language Acquisition (pp. 48-72). Routledge.
- Larsen-Freeman, D. (2012). Complexity theory. In S. Gass and A. Mackey (Eds.), Handbook of Second Language Acquisition (pp.73−87). Routledge.
- Larsen-Freeman, D. (2012). Grateful for the many learnings from Caleb Gattegno. In The Gattegno Effect: 100 Voices on One of History's Greatest Educators. Educational Solutions, Inc
- Larsen-Freeman, D. (2013). Chaos/Complexity theory for second language acquisition/development. In C. Chapelle (Ed.), Encyclopedia of Applied Linguistics. Malden, MA: Wiley Blackwell.
- Larsen-Freeman, D. (2013). Complexity theory/Dynamic systems theory. In P. Robinson (Ed.), Encyclopedia of Second Language Acquisition. Routledge.
- Larsen-Freeman, D. (2013). Complex, dynamic systems and technemes. In J. Arnold Morgan and T. Murphey (Eds.), Meaningful Action: Earl Stevick’s Influence on Language Teaching. Cambridge University Press, 190−201.
- Larsen-Freeman, D. (2014). Teaching grammar. In M. Celce-Murcia, D. Brinton and M.A. Snow (Eds.), Teaching  English as a Second or Foreign Language (4th ed.) National Geographic Learning/Cengage Learning, 256−270.
- Larsen-Freeman, D. (2014). Another step to be taken: Rethinking the endpoint of the interlanguage continuum. In Z.-H. Han & E. Tarone (Eds.), Interlanguage: Forty Years Later. Amsterdam: John Benjamins, 203−220.
- Larsen-Freeman, D. (2015). Ten Lessons from CDST: What is on offer. In Z. Dörnyei, P. MacIntyre, and A. Henry (Eds.), Motivational Dynamics in Language Learning, Multilingual Matters, 11−19.
- Larsen-Freeman, D. (2015). Complexity theory. In B. VanPatten and J. Williams (Eds.), Theories in Second Language Acquisition. 2nd edition. Routledge, 227−244.
- Larsen-Freeman, D. (2016). A successful union: Linking ELF with CAS. In L. Lopriore and E. Grazzi (Eds.), Intercultural Communication: New Perspectives from ELF (pp. 15-29). Rome: Roma Tres Press.
- Larsen-Freeman, D. (2016). World language teaching: Thinking differently. (with D. J.Tedick). In D. Gitomer and C. Bell (Eds.), Handbook of Research on Teaching. 5th edition. American Educational Research Association, 1335-1387.
- Larsen-Freeman, D. (2016). Complexity and ELF: A matter of nonteleology. In M.-L. Pitzl and R. Osimk-Teasdale, (Eds.), English as a Lingua Franca: Perspectives and prospects. Contributions in Honour of Barbara Seidlhofer (pp. 139−146). De Gruyter Mouton.
- Larsen-Freeman, D. (2017). Complexity theory: The lessons continue. In L. Ortega & Z.-H. Han (Eds.), Complexity Theory and Language Development: In Celebration of Diane Larsen-Freeman (pp. 11−50). Amsterdam and Philadelphia: John Benjamins.
- Larsen-Freeman, D. (2018). Complexity and ELF. In J. Jenkins, W. Baker and M. Dewey (Eds.), The Routledge Handbook on English as a Lingua Franca (pp. 51−60). Routledge.
- Larsen-Freeman, D., & H. Nguyen. (2018). Task-based language teaching and complexity theory. In M. Ahmadian & M. Del Pilar Garcia Mayo (Eds.), Recent *Larsen-Freeman, D. (2018). Perspectives on Task-based Learning and Teaching. (pp. 167−193). De Gruyter Mouton. doi 10.1515/9781501503399-009
- Larsen-Freeman, D. (2018). Second language acquisition, WE, and language as a complex adaptive system (CAS). In P. De Costa & K. Bolton (Eds.), World Englishes, 37(1) (Special Issue), 80−92. doi: 10.1111/weng.12304
- Larsen-Freeman, D. (2018). Task repetition or tasks iteration? It does make a difference. In M. Bygate (Ed.),  Learning Language Through Task Repetition (pp. 311−329). Amsterdam and Philadelphia: John Benjamins.
- Larsen-Freeman, D. (2018). Resonances: Second language development and language planning and policy from a complexity theory perspective. In F. Hult, T. Kupisch, & M. Siiner (Eds.), Language Acquisition and Language Policy Planning (pp. 203−217). Springer.
- Larsen-Freeman, D., J. Blommaert, O. García, G. Kress. (2018). Communicating beyond diversity: a bricolage of ideas. In A. Sherris & E. Adami (Eds.), Making Signs, Translanguaging, Ethnographies (pp. 9–29). Bristol: Multilingual Matters.

### Artikelen
- Larsen-Freeman, D.E. (1975). The acquisition of grammatical morphemes by adult ESL students. TESOL Quarterly, 9(4), 409-419.
- Larsen-Freeman, D. (1985). Overviews of theories of language learning and acquisition. In Issues in English Language Development, National Clearinghouse for Bilingual Education. ERIC: ED273145.
- Larsen-Freeman, D. (1989). Pedagogical descriptions of language: Grammar. Annual Review of Applied Linguistics, 10, 187-195.
- Larsen-Freeman, D. (1991). Second language acquisition research: Staking out the territory. TESOL Quarterly, 25(2), 315-350.
- Larsen-Freeman, D. (1997). Chaos/complexity science and second language acquisition. Applied Linguistics, 18(2), 141-165.
- Larsen-Freeman, D. (2002). Making sense of frequency. Studies in Second Language Acquisition, 24(2), 275-285.
- Larsen-Freeman, D. (2004). Conversation analysis for second language acquisition? It all depends. The Modern Language Journal, 88(4), 603-607.
- Larsen-Freeman, D. (2006). The emergence of complexity, fluency, and accuracy in the oral and written production of five Chinese learners of English. Applied Linguistics, 27(4), 590-619.
- Ellis, N.C., & Larsen-Freeman, D. (2006). Language emergence: Implications for applied linguistics. Applied Linguistics, 27, 558-589.
- Larsen-Freeman, D. (2007). On the complementarity of chaos/complexity theory and dynamic systems theory in understanding the second language acquisition process. Bilingualism: Language and Cognition, 10(1), 35-37.
- Larsen-Freeman, D., & Freeman, D. (2008). Language moves: The place of "foreign" languages in classroom teaching and learning. Review of Research in Education, 32(1), 147-186.
- Larsen-Freeman, D., & Cameron, L. (2008). Research methodology on language development from a complex systems perspective. The Modern Language Journal, 92(2), 200-213.
- Larsen-Freeman, D. (2009). Teaching and testing grammar. In M. Long & C. Doughty (Eds.), The Handbook of Language Teaching. Blackwell.
- Ellis, N.C., & Larsen-Freeman, D. (2009). Constructing a second language: Analyses and computational simulations of the emergence of linguistic constructions from usage. Language Learning, 59(s1), 90-125.
- Larsen-Freeman, D. (2011). Key concepts in language learning and language education. In J. Simpson (Ed.), Routledge Handbook of Applied Linguistics.
- Larsen-Freeman, D. (2012). Complex, dynamic systems: A new transdisciplinary theme for applied linguistics? Language Teaching, 45(2), 202-214.
- Larsen-Freeman, D. (2012). From unity to diversity... to diversity within unity. English Teaching Forum, 50(2), 28-38.
- Larsen-Freeman, D. (2012). On the role of repetition in language teaching and learning. Applied Linguistics Review, 3(2), 195-210.
- Larsen-Freeman, D. (2012). The emancipation of the language learner. Studies in Second Language Learning and Teaching, 2(3), 297-309.
- Larsen-Freeman, D. (2013). Transfer of learning transformed. Language Learning, 63(s1), 107-129.
- Larsen-Freeman, D. (2015). Saying what we mean: Making the case for second language acquisition to become second language development. Language Teaching, 48(4), 491-505.
- Larsen-Freeman, D. (2015). Research into practice: Grammar learning and teaching. Language Teaching, 48(2), 263-280.
- The Douglas Fir Group. (2016). A transdisciplinary framework for SLA in a multilingual world. The Modern Language Journal, 16, 19-47.
- Larsen-Freeman, D. (2016). Classroom-oriented research from a complex systems perspective. Studies in Second Language Learning and Teaching, 6(3), 377-393.

## Prijzen
- Kenneth W. Mildenbergerprijs met Lynne Cameron voor complexe systemen en toegepaste taalkunde, toegekend door de Modern Language Association[8] (2008)
- Distinguished Scholarship and Service Award, toegekend door de American Association of Applied Linguistics[9] (2011)
- 50 op 50 Leader in TESOL, geselecteerd door TESOL International Association[10] (2016)